# 아라이촌 (후쿠시마현 아다치군)
아라이촌(荒井村)은 후쿠시마현 아다치군에 일찍이 존재했던 촌이다. 

## 역사
- 1889년 4월 1일 - 정촌제 시행에 의해 아라이촌 단독으로 촌제를 시행해 아다치군 아라이촌이 성립하였다.
- 1954년 3월 31일 - 아라이촌은 모토미야정, 아오타촌, 니이다촌과 합병해 모토야마정이 성립하여, 동일 아라이촌이 폐지되었다.

변천사
| 1868년 현재 | 1868년 현재     | 明治9年  | 明治22年 4월 1일 | 昭和29年 3월 31일 | 平成19年 1월 1일 | 현재       |
| ----------- | --------------- | -------- | ---------------- | ----------------- | ---------------- | ---------- |
|             | 아라이촌        | 아라이촌 | 아라이촌         | 모토야마정        | 모토야마시       | 모토야마시 |
|             | 니이다촌의 일부 | 아라이촌 | 아라이촌         | 모토야마정        | 모토야마시       | 모토야마시 |

## 인구・세대

### 인구
- 1889년 816
- 1920년 1,035
- 1947년 3,072

### 세대
- 1920년 150
- 1947년 435

## 참고문헌
- 角川日本地名大辞典編纂委員会『角川日本地名大辞典 7 福島県』、角川書店、1981年 ISBN 4040010701
- 日本加除出版株式会社編集部『全国市町村名変遷総覧』、日本加除出版、2006年、ISBN 4817813180